# Herman Fiolet

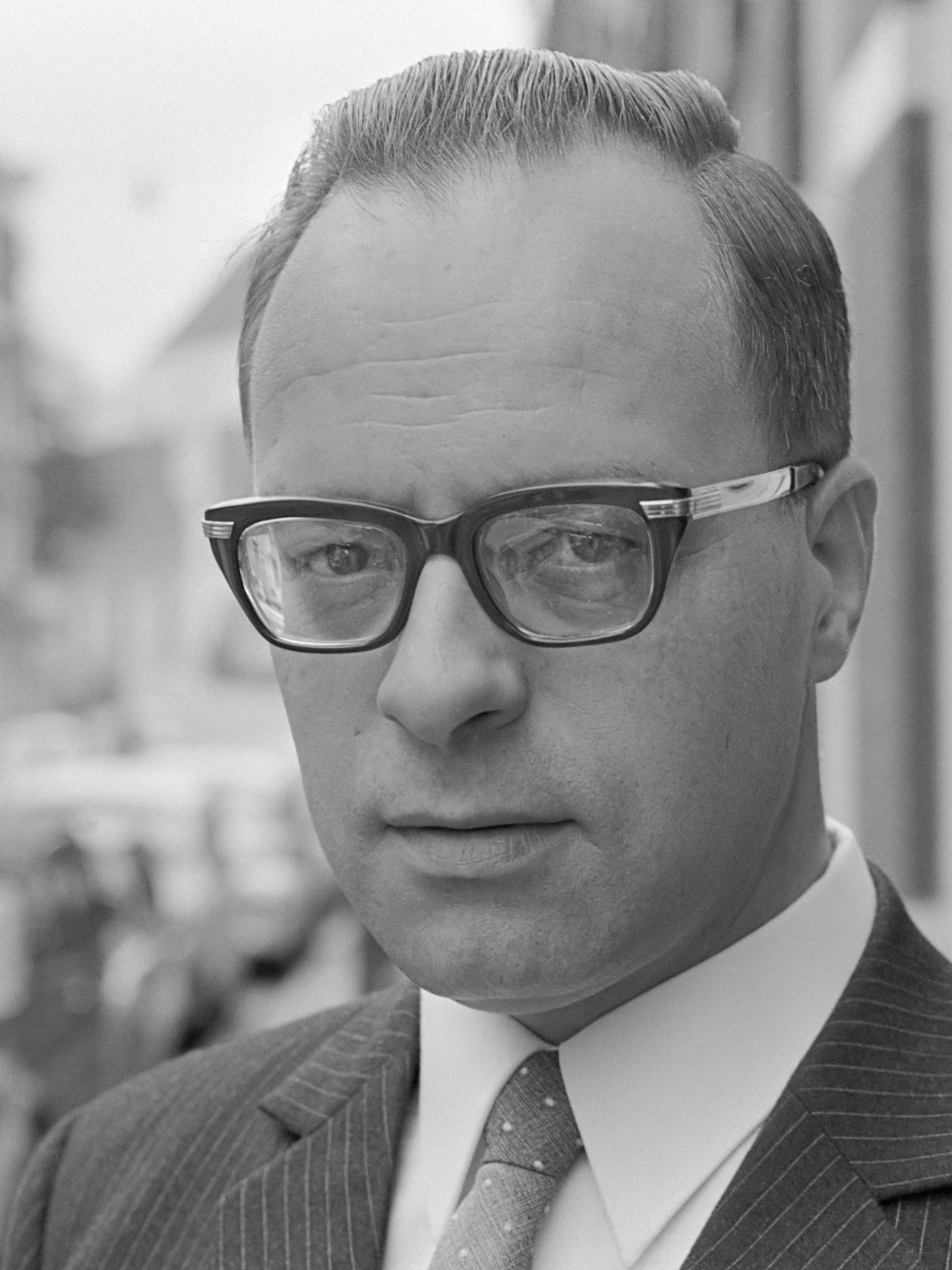
Herman Fiolet (1970)

Herman Antonius Maria  (H.A.M.) Fiolet (Amsterdam, 15 augustus 1920 – Hilversum, 1 november 2012) was een Nederlandse rooms-katholiek priester, oprichter en eerste secretaris van de Raad van Kerken in Nederland (1970-1985) en gedurende een groot deel van zijn leven lid van de orde van de franciscanen.
Na zijn priesterwijding  in 1946 werd Fiolet door zijn orde naar de Katholieke Universiteit Nijmegen gezonden om zich verder te bekwamen in de theologie, in het bijzonder de apologetiek, de leer dat alleen de Rooms-Katholieke Kerk de waarheid verkondigt. In 1953 leidde deze studie tot een (cum laude)-promotie, een grondige studie over wat toen nog de Nederlandse Hervormde Kerk heette, vijftig jaar later opgegaan in de Protestantse Kerk in Nederland.
Terwijl Fiolet in Nijmegen studeerde vond in Amsterdam de oprichting plaats van de Wereldraad van Kerken, destijds een spectaculaire oecumenische gebeurtenis. De Nederlandse rooms-katholieke bisschoppen hadden hun gelovigen iedere deelname aan deze bijeenkomst strikt verboden. Maar Fiolet en enkele andere priesters vonden een maas in het verbod: zij lieten zich ‘accrediteren’ als verslaggever bij de bijeenkomsten in de Nieuwe Kerk in Amsterdam en rapporteerden in diverse media over het nieuws. Fiolet had een perskaart bemachtigd voor de Volkskrant, destijds nog een katholieke krant.
Een jaar na Fiolets promotie draaide de Nederlandse bisschoppen met hun Mandement van 1954 de toenadering en  kansen voor de  interkerkelijk contact verder op slot met hun nadruk op katholieke eenheid vóór alles.

## Oecumene

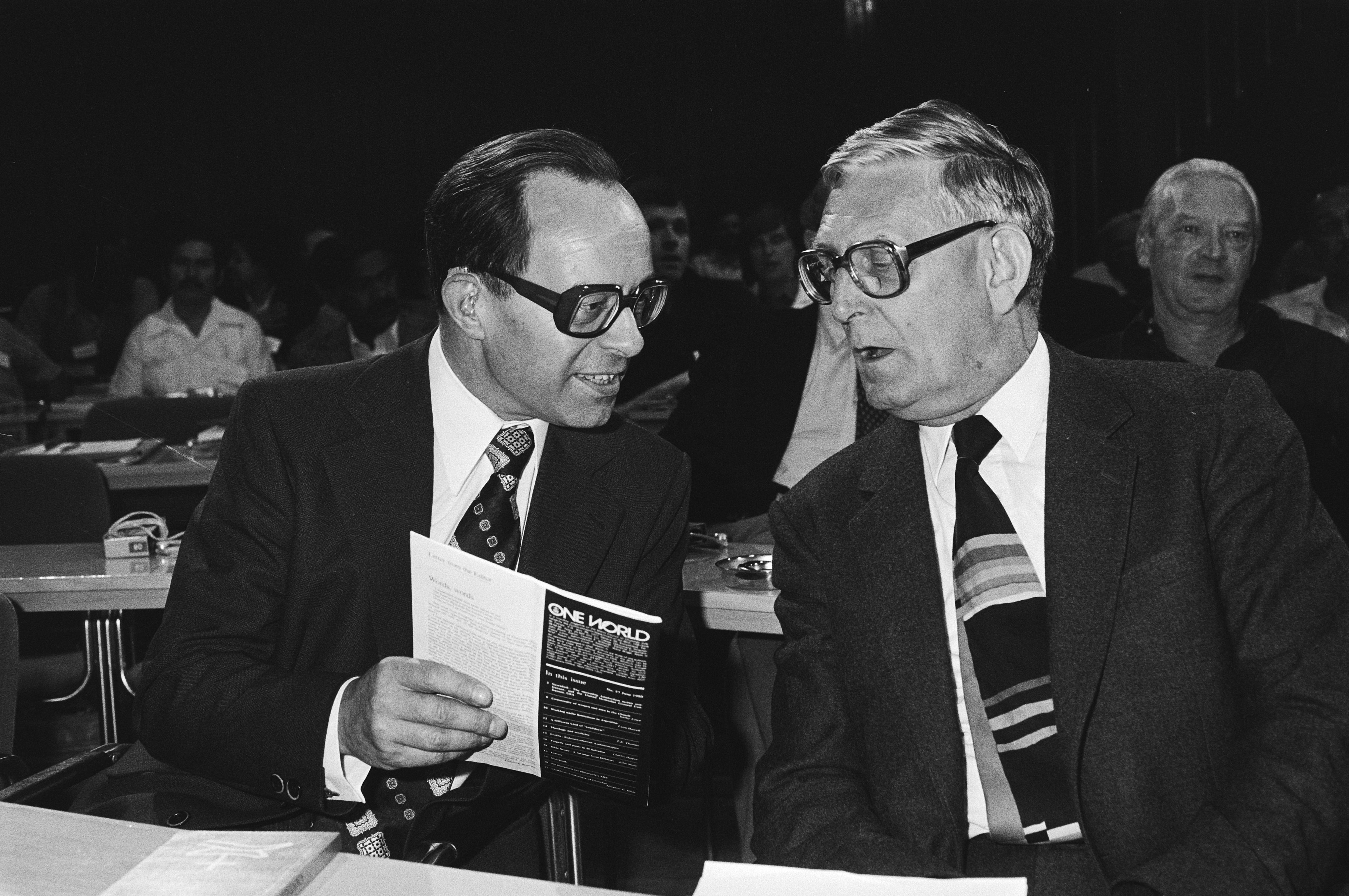
Dr. Fiolet met prof. Berkhof (1980)

De ‘’apologeet’’ Fiolet was binnen zijn studie in Nijmegen helemaal niet de intensieve verdediger van de ene katholieke waarheid geworden die zijn kloosterorde met haar verleden van inquisiteurs mogelijk had bedoeld. Hij had zich ontwikkeld  tot een man van de oecumene. Later zou de hervormde voorman prof. Hendrikus Berkhof zich de jonge priester in zijn colleges goed herinneren als iemand die vrijmoedig het gesprek zocht en aanging over wat de protestantse en RK kerk  bond en waarin zij verschilden. Dat werd duidelijk toen hij studiesecretaris werd van de rk (aanvankelijk ‘apologetische’ later ‘oecumenische’) Sint Willibrord Vereniging maar ook in zijn colleges als docent ‘oecumenische theologie’ in Amsterdam.
Fiolet was van meet af aan niet bijster geïnteresseerd in een streven om alle kerken EEN te maken, één belijdenis, één kerkorde. Niet ‘’samensmelten’’ tot één grote kerk, maar de oecumene van de wederzijdse erkenning en van gezamenlijke vernieuwing, was zijn doel - niet een organisatorische maar een organische eenheid. Fiolets glorietijd was het Tweede Vaticaans Concilie, waarvan hij veel verwachtte.  De oecumenische decreten van deze kerkvergadering, Unitatis redintegratio en Nostra aetate leidden Fiolet tot de oprichting en later zijn lange leiderschap aan het roer van de Raad van Kerken in Nederland. Hij bleef aan tot zijn 65e. Bij die gelegenheid werd hij Officier in de Orde van Oranje Nassau.
Bij zijn In memoriam noemde de vroegere VARA-voorzitter en Wereldraad van Kerken-voorman dr. Albert van den Heuvel Fiolet een ‘’loyale dissident’’. Maar in vele artikelen en preken had Fiolet inmiddels toegegeven dat de  malaise in de oecumene helaas te wijten viel aan de onwil van één kerk in het bijzonder: zijn eigen RK Kerk. Van den Heuvel herinnerde eraan dat de RK oud-minister Marga Klompé bij een etentje voor Fiolet in 1975 deze had getipt als een uitstekende kandidaat-bisschop.

## Bilthoven
Bijna veertig jaar lang was Fiolet vaste assistent-voorganger en predikant in de RK parochie van Onze Lieve Vrouw in Bilthoven. De pastoor van de kerk, Gerard Oostvogel OP, haalde - in overigens een ander kerkgebouw - internationaal het nieuws in 1998, toen hij samen met ds. Nico ter Linden een oecumenische viering met brood en wijn hield bij het huwelijk van prins Maurits van Oranje-Nassau, Van Vollenhoven en Marilène van den Broek. De deelname van de hervormde Prinses Juliana, Prins Bernhard en Prinses Margriet aan deze eucharistie voor de tv-camera viel op.
Van Bilthoven nam Fiolet in 2002 afscheid. Na stille jaren stierf hij in Hilversum waar hij allang met zijn broer Ben woonde.

## Publicaties
Naast talrijke  artikelen in bijvoorbeeld ‘’Kosmos+Oekumene’’  bundelde Fiolet preken en overwegingen in onder meer:
•  Een vlinder kan niet terug in zijn cocon (Ten Have 1988) – Bijbelse verkenningen in opstandig geloven.
•  Als de graankorrel niet sterft… (Ten Have, 1991) Geloof leeft van vernieuwing.
•  De zon verdwijnt niet als zij ondergaat achter de horizon (Ten Have 1994) – De secularisatie als uitdaging.
•  Bij zijn afscheid kreeg Fiolet een bundel van dertig opstellen aangeboden onder redactie van zijn opvolger ds. W.R. van der Zee: Een droom van een Kerk ISBN 9789061842729.
- Gemeinsame Normdatei: 173211038
- International Standard Name Identifier: 0000 0001 1557 9965
- Library of Congress Control Number: n50005240
- Nationale Bibliotheek van Tsjechië: jcu2010602664
- Nederlandse Thesaurus van Auteursnamen: 069408661
- Virtual International Authority File: 539549
- WorldCat: E39PBJtMhFDJm7VGt4c6PBqG73